# Tauchtiefe (Schifffahrt)
Tauchtiefe bezeichnet die Summe aus Tiefgang und Einsinktiefe eines Wasserfahrzeugs. Sie ist abhängig von der Beladung und dynamisch von der Fahrt. Bekanntgegeben wird die höchstzulässige Tauchtiefe tagesaktuell in den amtlichen Befahrensregeln und Bekanntmachungen für die Binnenschifffahrt. 
Sie ist nicht zu verwechseln mit der Abladetiefe. Diese bezeichnet „den einem bestimmten Beladungszustand entsprechenden Tiefgang eines Schiffes im Ruhezustand.“

## Binnenschifffahrt
- Tauchtiefe = Tiefgang + Einsinktiefe
- Tiefgang ist dabei der Abstand zwischen dem tiefsten Punkt eines Schiffes in Ruhe und der Ebene des Wasserspiegels;
- Einsinktiefe (Absunk) ist das Maß, um das ein Schiff durch innere und/oder äußere Einwirkungen gegenüber seiner Ruhelage einsinkt. (Ein in Fahrt befindliches Schiff taucht in der Regel mit seinem Heck tiefer ein.)

Die Tauchtiefe ist das für die Nutzung einer Wasserstraße höchstzulässige Maß und hängt stark von dem aktuellen Pegel des Gewässers bzw. der Fahrrinne ab. Sie wird in den tagesaktuell amtlichen Bekanntmachungen angegeben, beispielsweise in den Nachrichten für die Binnenschifffahrt und in ELWIS. Route und Beladung des Schiffes werden ausgehend von den angegebenen Tauchtiefen geplant. Wenn das Schiff für einen bestimmten Pegelstand zu viel geladen hat, muss es einen Hafen anlaufen, um Teile der Ladung abladen, um den Tiefgang zu verringern (leichtern). Bei besonders niedrigen Pegelständen wird die Tauchtiefe auch von der Wasserschutzpolizei kontrolliert.

## Abladetiefe
Die Abladetiefe hingegen bezeichnet „den einem bestimmten Beladungszustand entsprechenden Tiefgang eines Schiffes im Ruhestand.“ Sie ist eine weitere gebräuchliche amtliche Tiefenangabe.

## U-Boot
- Beim U-Boot gibt die Tauchtiefe die Tiefe des Bootes unter dem Meeresspiegel bei Unterwasserfahrt an.